# Afristar
AfriStar es una familia de satélites operada por 1worldspace. 

## Características
Los satélites en órbita y el satélite almacenado han sido construidos como Matra Marconi Eurostar 2000+ por Alcatel Space y EADS Astrium, anteriormente conocido como Matra Marconi Space. Todos se encuentran en órbita geoestacionaria para emitir programas en frecuencia de banda baja (rango 1452-1492 MHz).
Cada uno de los satélites tiene tres antenas repetidoras, con cada una de las cuales cubre aproximadamente 14 millones de kilómetros cuadrados de la Tierra. El satélite AfriStar 1, lanzado en octubre de 1998, se encuentra en la ubicación orbital a 21° de longitud este; sus antenas cubren todas las zonas de África, los países Mediterráneos, Oriente Medio y parte de Europa.
Hubo planes para lanzar un tercer satélite, el AmeriStar (también llamado CaribStar), para servir a Sudamérica, América Latina y el Caribe desde 95° de longitud oeste, donde las frecuencias bajas no utilizadas por 1worldspace pertenecen a la USAF. Este satélite fue reconfigurado y es ahora conocido como AfriStar 2. El AfriStar 2 fue enviado a 21° longitud este en agosto de 2007.
Otro satélite, no lanzado hasta el momento actual, está creado para ampliar la cobertura al oeste de Europa añadiéndose a la cobertura existente del AfriStar 1, al que reemplazará ocasionalmente. 1worldspace utilizará los estándares abiertos del ETSI Satellite Digital Radio (SDR) en la nueva antena de cobertura europea.  Está actualmente almacenado en las instalaciones de EADS Astrium y Thales Alenia Space en Toulouse, Francia y Stevenage, Reino Unido. Un cuarto satélite de diseño idéntico, también construido y almacenado en Toulouse, Francia, podría comenzar las pruebas para su lanzamiento en un breve espacio de tiempo.

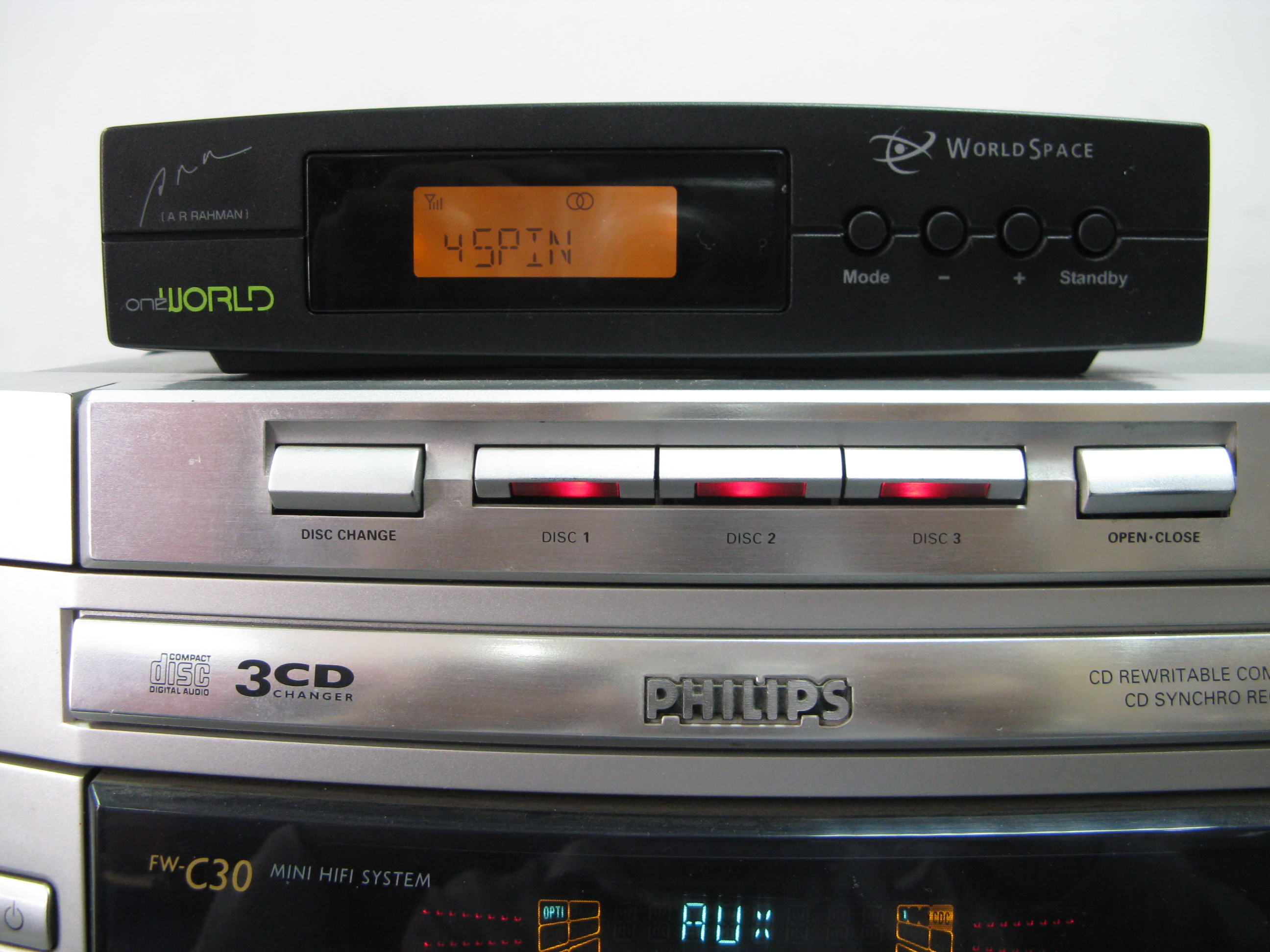
Un receptor de BPL de 1worldspace en un sistema estéreo.

Cada satélite tiene una vida útil de doce años y una vida de maniobra orbital de quince años, lo que significa que cada satélite ha sido diseñado y repostado para mantener su posición orbital asignada (con variaciones máximas de 0,1 grados) para quince años. Pasado ese momento, el satélite debe ser destruido. El satélite AfriStar ha detectado un defecto en sus paneles solares. Como resultado de este defecto, la energía recolectada por estos paneles es inferior a la deseada.  
Sobre la base de los últimos años, la experiencia operacional con este artículo y las consultas con Astrium, se cree que los efectos de este defecto se limitan a una inadecuada potencia del satélite durante los eclipses solares. Tras consultar con Astrium, la compañía ha puesto en funcionamiento procedimientos operacionales que incrementarán la vida útil del satélite a través de una cuidadosa gestión de la energía generada por las placas solares. Estos procedimientos, a los que se pensaba recurrir sólo durante los periodos críticos de los eclípses, pueden resultar en una reducción temporal y relativamente insignificante de potencia irradiada por una o más antenas, reduciendo la cobertura de transmisión.